# Abu Kamal
Abu Kamal sau Al-Bukamal (arabă البوكمال) este un oraș de pe râul Eufrat în guvernoratul Deir ez-Zor din estul Siriei lângă frontiera cu Irakul. Acesta este centrul administrativ al districtului Abu Kamal și subdiviziunii locale (adică subdiviziunea Abu Kamal). Doar la sud-est este punctul de trecere a frontierei Al-Qa'im în orașul Husaybah din districtul Al-Qa'im din guvernoratul Al-Anbar, Irak.